# Миодраг Огњановић
Миодраг Огњановић (Београд, 19. јул 1923 — 13. септембар 1968) био је српски филмски и позоришни глумац. 
| Год.   | Назив                        | Улога \|- style="background: Lavender; text-align:center; " | 1940-е | 1940-е | 1940-е | 1940-е |
| 1948.  | Живот је наш                 | Марко                                                       |        |        |        |        |
| 1960-е |                              |                                                             |        |        |        |        |
| 1964.  | На место, грађанине Покорни! | /                                                           |        |        |        |        |